# Еловица (Перникская область)
Еловица (болг. Еловица) — село в Болгарии. Находится в Перникской области, входит в общину Трын. Население составляет 30 человек.

## Политическая ситуация
Кмет (мэр) общины Трын — Станислав Антонов Николов (Граждане за европейское развитие Болгарии (ГЕРБ)) по результатам выборов.

## Население
| Национальность  | Количество человек | %     |
| --------------- | ------------------ | ----- |
| болгары         | 22                 | 73,3% |
| цыгане          | 8                  | 26,7% |
| турки           | 0                  | 0%    |
| другие          | 0                  | 0%    |
| отказ от ответа | 0                  | 0%    |
| Всего           | 30                 |       |